# Photoscotosia achrolopha
Photoscotosia achrolopha är en fjärilsart som beskrevs av Rudolf Püngeler 1900. Photoscotosia achrolopha ingår i släktet Photoscotosia och familjen mätare. Inga underarter finns listade i Catalogue of Life.